# Der ewige Jude
Der Ewige Jude (1940; literalmente, El judío eterno,  aunque se debe traducir como El judío errante) es una película documental de propaganda antisemita de la Alemania Nazi. El título se refiere al judío errante, una figura en el folklore medieval. Por insistencia del Ministro de Propaganda de la Alemania Nazi, Joseph Goebbels, la película fue dirigida por Fritz Hippler. El guion cinematográfico fue escrito por Eberhard Taubert. La película consiste en material de archivo de largometrajes y documentales, combinado con materiales filmados poco después de la ocupación nazi de Polonia. Para esa época, la población judía de Polonia ascendía a unos cuatro millones de personas, aproximadamente el diez por ciento de la población total.
Una película británica del mismo nombre había sido producida por los estudios Gaumont-Twickenham en 1934. A diferencia de su secuela nazi, la producción británica retrataba a los judíos bajo una luz favorable, como víctimas de una persecución injustificada a lo largo de la historia, desde las primeras matanzas en toda Europa a partir del siglo XI, hasta las teorías de la raza del siglo XIX. La película de Goebbels parece haber sido concebida como una versión violentamente antisemita de su predecesora británica.

## Formato
La película fue producida en el estilo de un documental, cuya tesis central eran los inmutables rasgos raciales de la personalidad que, según la doctrina nazi, caracterizaban al judío como un parásito cultural errante. A lo largo de la película, estos supuestos rasgos son contrastados con el ideal del Estado nazi: mientras los hombres arios son mostrados satisfechos con el trabajo físico y la creación de valor, los judíos son retratados con un estilo de vida hedonista que encuentra placer en el dinero. Así, en tanto que a los miembros de la raza aria se les muestra saludables, los judíos ricos habitan casas sucias, infestadas con insectos, incluso cuando pueden pagar por vivir mejor. Mientras los hombres nórdicos o germánicos muestran apreciación por la cultura y el arte, los judíos solo encuentran satisfacción en lo grotesco y decadente. 
Por otra parte, muchos asuntos contrarios al nazismo son asociados a la influencia judía, tales como el arte moderno, el relativismo cultural, los movimientos anarquista y socialista, la liberación sexual y la "oscura pseudo-ciencia" de Albert Einstein. La película critica las prácticas religiosas judías como inhumanas, tales como el sacrificio kósher (shojet), en el cual los animales son desangrados hasta morir; en contraste con las leyes nazis que los animales deben ser anestesiados antes de ser sacrificados.

## Reparto
- Harry Giese como narrador.
- Curt Bois como él mismo.
- Charles Chaplin como él mismo, es erróneamente identificado como un judío.
- Albert Einstein como él mismo.
- Adolf Hitler como él mismo, hablando en el Reichstagssitzung.
- Fritz Kortner como él mismo.
- Peter Lorre como él mismo.
- Ernst Lubitsch como él mismo.
- Rosa Luxemburg como ella misma.
- Mona Maris como ella misma.
- Anna Sten como ella misma.